# Brax (Lot-et-Garonne)
Brax ist eine französische Gemeinde mit 2.103 Einwohnern (Stand: 1. Januar 2022) im Département Lot-et-Garonne in der Region Nouvelle-Aquitaine. Sie gehört zum Arrondissement Agen und zum Kanton L’Ouest Agenais. Die Einwohner werden Braxois genannt.

## Geografie
Die Gemeinde Brax liegt sechs Kilometer westlich der Innenstadt von Agen am südlichen Ufer der Garonne. Durch die Gemeinde führt der parallel zur Garonne verlaufende Canal du Midi. Umgeben wird Brax von den Nachbargemeinden Colayrac-Saint-Cirq im Norden, Le Passage im Osten, Roquefort im Süden sowie Sainte-Colombe-en-Bruilhois im Südwesten und Westen.

## Bevölkerungsentwicklung
| Jahr                       | 1962 | 1968 | 1975 | 1982 | 1990 | 1999 | 2006 | 2013 | 2022 |
| -------------------------- | ---- | ---- | ---- | ---- | ---- | ---- | ---- | ---- | ---- |
| Einwohner                  | 542  | 675  | 774  | 1109 | 1370 | 1615 | 1742 | 2004 | 2103 |
| Quellen: Cassini und INSEE |      |      |      |      |      |      |      |      |      |

## Sehenswürdigkeiten

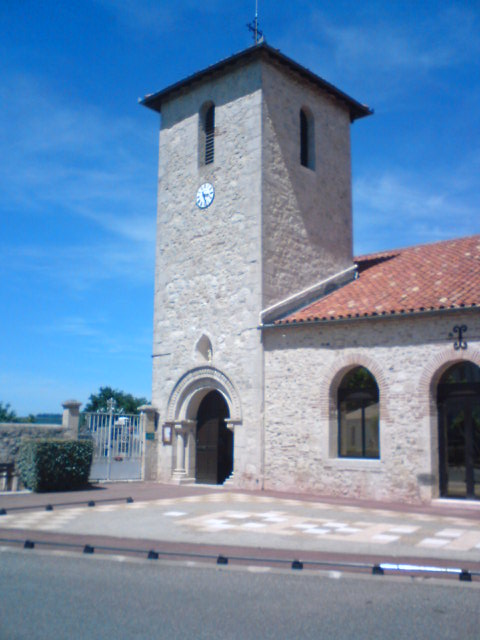
Kirche Saint-Pierre

- Kirche Saint-Pierre